# Lance-mines de forteresse 8,1 cm 1956/60
Le lance-mines de forteresse 8,1 cm 1956/60 (8,1 cm Festungsminenwerfer 1956/60 (8,1 cm Fest Mw 56/60)) est un mortier de l'Armée suisse. Fabriqué par la Fabrique fédérale d'armes de Berne, ces pièces ont été mises sous coupole blindée à partir du milieu des années 1950 pour renforcer des barrages de positions (de). Ces systèmes ont été à la fois construits dans des ouvrages sous roc indépendants, à partir d'éléments préfabriqués, intégrés dans des forts d'artillerie (de) et/ou d'infanterie existants, et dans des monoblocs en béton.

## Historique
Dans les Alpes, la météorologie et le terrain limitant toujours la mobilité, l'artillerie de forteresse, et notamment le lance-mines, a été un important moyen d'appui. Elle offrait un haut niveau de disponibilité opérationnelle des armes, un bon camouflage, une haute protection des armes et de la garnison, des moyens de communications établis et une large autonomie d'approvisionnement.
Entre 1955 et 1979 des barrages de positions ont été renforcés par des lance-mines de forteresse 8,1 cm 1956/60 :
- sur des cols alpins (Gothard, Ofen, Flüela, Julier, Bernina, Klausen) ;
- sur des axes de transit alpin (LONA (de) sur le Tessin, Russein (de) et Trimmis (de) sur le Rhin alpin) ;
- dans des forts (Follatères (de), Savatan inférieur, Dailly, Magletsch (de), Molinära (de), Kastels (de), Airolo (de), Stalusa (de)) ;
- dans la zone frontalière nord le long du Haut-Rhin (4 dans le canton de Thurgovie et 1 dans le canton de Zurich).

À l'été 1956, 12 lance-mines de forteresses 56 étaient déjà produits / installés, à la fin de 1966, 80 lance-mines de forteresses étaient installés. Le dernier système est construit autour de 1980.
Ils ont été en service dans les troupes de forteresses (de) (Brigade de forteresse 10 (de), Festungbrigade 23 (de), Festungbrigade 13 (de)), des brigades frontières (de) (Grenzbrigade 6 (de), Brigata frontiera 9 (de) et Grenzbrigade 12 (de)), une brigade réduit (Reduitbrigade 24 (de)) et une division de montagne (Gebirgsdivision 12 (de)).
À partir de 1995 (Armée 95 (de)), plus aucune troupe n'est allouée à ces pièces, leur mise hors service progressive débuta en 1998. Ils avaient auparavant été remplacés par un réseau de lance-mines jumelés de forteresse de 12 cm (lm fort 12 cm 59/86), plus puissants, installés dans des systèmes monoblocs. Des ouvrages individuelles, notamment des monoblocs, ont été détruits ou comblés.

## Construction

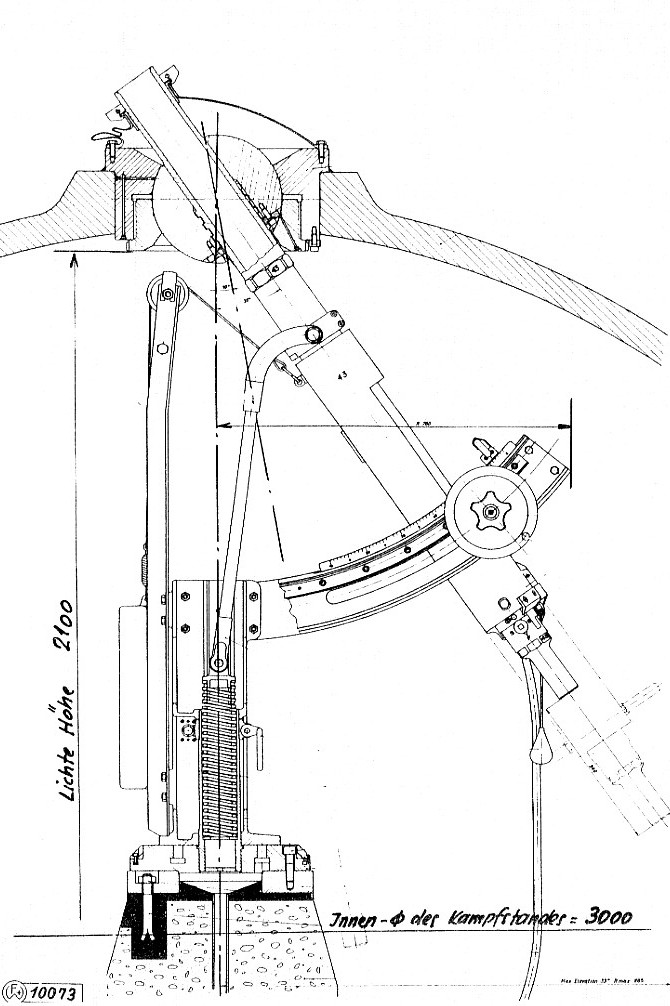
Plan d'un lance-mines de forteresse 8,1 cm 1956/60

Mises sous coupole blindée, ces pièces totalement enterrées ne laissent apparaître qu'une embrasure verticale minimale pointant vers le ciel. La première position sous roc pour deux lance-mines de forteresses a été aménagée sur la position de barrage dite de la LONA (de) au Tessin. Il s'agit d'un ouvrage sous roc sans infrastructure. Les deux pièces sont distantes d'environ 30 m.
Plus tard, une première génération de systèmes constitués d'éléments préfabriqués ont été construits, en particulier sur le plateau. Ce système, dans lequel les lance-mines étaient distants d'environ 10 mètres, contenaient des locaux séparées pour les munitions, le logement, le commandement et la génératrice.
La génération suivante de système de lance-mines de forteresse ne comprenait pas de logement, c'est par exemple le cas du monobloc A5575 Hohbühl. La dernière génération de systèmes monoblocs bénéficiait à nouveau d'une infrastructure complète (locaux munition, poste central de tir (PCT), machines, filtres, logement avec sanitaires).

## Galerie
| |
| Fort d'artillerie de Magletsch (de) : couvercle de protection d'un lance-mines de forteresse 8,1 cm 56/60. |

|                                                                                     |
| A6329 Neuenburg (ouvrage d'infanterie sous roc) : approche de l'entrée de l'ouvrage |

|                                       |
| A6329 Neuenburg : entrée de l'ouvrage |

|                                                                                        |
| A6329 Neuenburg : l'un des deux lm fort 8,1 cm 56/50 est situé sous le replat herbeux. |

|                                                              |
| A6329 Neuenburg : le couvercle de protection du lance-mines. |

| |
| A5575 Hohbühl (monobloc type 50) camouflé en réservoir d'eau : vue de la sortie de secours/aération et du couvercle de protection d'un lm fort 8,1 cm 56/50. |

## Équipage
L'équipage de deux lance-mines - la configuration habituelle - était réuni en une section composée de
- 1 chef de section
- 2 chefs de groupe
- 10 canonnier lance-mines

Chaque pièce est mise en œuvre par 1 chef de groupe, 1 chef d'arme, 1 pointeur, 1 chargeur, 1 préparateur de munitions et 1 porte-munitions.

## Liste des ouvrages
Les ouvrages dotés du lance-mines de forteresse 1956/60 étaient les suivants : 
| Numéro | Nom                    | Lieu                             | lm fort 8,1 cm    | Type                                      | Année construction     | Position de barrage                                                         | Remarques |
| ------ | ---------------------- | -------------------------------- | ----------------- | ----------------------------------------- | ---------------------- | --------------------------------------------------------------------------- | --- |
| A66    | Follatères (de)        | Dorénaz VS                       | 2 x lm fort 56/60 | Fort art. et inf. sous roc                |                        | Vernayaz                                                                    | Appui feu sur le carrefour stratégique de Martigny et défense extérieure du fort                                                                                      |
| A200   | Savatan inférieur      | Lavey-Morcles VD                 | 2 x lm fort 56/60 | Fort art. et inf. sous roc                |                        | Grande Combe - Canal de Fuite Petit Mont Saint-Maurice                      | Défense extérieure des fortifications de Saint-Maurice (de) (forts : A250 Dailly/Aiguille, A200 Savatan, A155 Cindey, A160 Scex (de), A140 Toveyres, A130 Petit-Mont) |
| A250   | Dailly                 | Lavey-Morcles VD                 | 4 x lm fort 56/60 | Fort art. et inf. sous roc                | 1957                   | Grande Combe - Canal de Fuite Petit Mont Saint-Maurice Evionnaz - Collonges | Défense extérieure des fortifications de Saint-Maurice (forts : A250 Dailly/Aiguille, A200 Savatan, A155 Cindey, A160 Scex, A140 Toveyres, A130 Petit-Mont)           |
| A5575  | Hohbühl                | Schlattingen TG                  | 2 x lm fort 56/60 | Monobloc sans infrastructure              | 1964 (planification)   | N° 618 Schlattingen/ Schlattingen Süd (de) N° 614 Unterstammheim            | Dernière modification en 1988, camouflé en réservoir d'eau. Logement : un abri U22 (F6956), magasin à munition : un abri U22 (F6955)                                  |
| A5576  | Junkerenboden          | Schlattingen TG                  | 2 x lm fort 56/60 | Monobloc sans infrastructure              | Milieu des années 1960 | N° 618 Schlattingen/ Schlattingen Süd (de) N° 614 Unterstammheim            | |
| A6020  | Magletsch (de)         | Wartau SG                        | 2 x lm fort 56/60 | Fort art. et inf. sous roc                | années 1960            | N° 1304 Plattis-Wartau (de)                                                 | |
| A6315  | Molinära (de)          | Trimmis GR                       | 2 x lm fort       | Fort art. sous roc                        |                        | N° 1322 Trimmis (de)                                                        | |
| A6329  | Neuenburg (de)         | Untervaz GR                      | 2 x lm fort 56/60 | Ouvrage inf. sous roc                     |                        | N° 1322 Trimmis (de)                                                        | [ 14 ] |
| A6400  | Kastels (de)           | Mels SG                          | 4 x lm fort 56/60 | Fort art. et inf. sous roc                | 1960-1962              | N° 1310 Seeztal (de)                                                        | |
| A7616  | Susch West             | Susch, Zernez GR                 | 2 x lm fort       | Monobloc avec infrastructure              |                        | N° 1251 Susch/Murtèra (de)                                                  | Camouflé en réservoir d'eau |
| A7658  | Ova Spin               | Col de l'Ofen, Zernez GR         | 2 x lm fort       | Monobloc avec infrastructure              | 1977                   | N° 1260 Ova Spin (de)                                                       | , |
| A7664  | Berninapass            | Col de la Bernina, Poschiavo GR  | 2 x lm fort       | Monobloc avec infrastructure              |                        | N° 1268 Berninahäuser (de) N° 1269 Berninapass                              | [ 21 ] |
| A7665  | Julier                 | Col du Julier, Bivio GR          | 2 x lm fort       | Monobloc avec infrastructure              |                        | N° 1228 Julier-Pass (de)                                                    | , |
| A7756  | Flüelapass             | Col de la Flüela, Susch GR       | 2 x lm fort       | Monobloc avec infrastructure              |                        | N° 1249 Flüelapass (de)                                                     | [ 24 ] |
| A8146  | Osogna (de)            | Osogna TI                        | 2 x lm fort 56    | Ouvrage inf. sous roc sans infrastructure |                        | LONA (de)                                                                   | Prototype du lance-mines de forteresse 8,1 cm 56 |
| A8717  | Stalusa (de)           | Lumpegna, Disentis GR            | 2 x lm fort 56/60 | Ouvrage inf. sous roc avec infrastructure | 1967                   | N° 2306 Russein (de)                                                        | Musée |
| A8314  | Foppa 1 (de)           | Airolo TI                        | 1 x lm fort 56/60 |                                           |                        | Airolo                                                                      | À proximité immédiate du Forte Airolo (de) |
| A8314  | Foppa 2                | Airolo TI                        | 1 x lm fort 56/60 |                                           |                        | Airolo                                                                      | Détruit, pièce n° 60 exposée au musée du fort d'Airolo? |
| A8389  | Gotthard Passhöhe (de) | Col du Saint-Gothard, Airolo TI  | 2 x lm fort 56/60 | Monobloc avec infrastructure              |                        | Gotthardpass                                                                | Défense extérieure des forts d'artillerie San Carlo (de) (A8390) et Sasso da Pigna (de) (A8385)                                                                       |
| A8726  | Bodenwald              | Attinghausen UR                  | 2 x lm fort 56    | Monobloc avec infrastructure              |                        | N° 2460 Attinghausen                                                        | Détruit |
| A8744  | Klausenpass            | Col du Klausen, Unterschächen UR | 2 x lm fort 56    | Ouvrage inf sous roc avec infrastructure  |                        | 2454 Vorfrutt-Klausen-Pass / 2457 Klausen-Pass (de)                         | |
| F6525  | Kyburgerstein (de)     | Unterschlatt TG                  | 2 x lm fort 56    | Éléments préfabriqués sans infrastructure | à partir de 1959/60    | Diessenhofen N° 634 Schaarenwald (de)                                       | [ 30 ] |
| F6565  | Espi                   | Trüllikon ZH                     | 2 x lm fort 56    | Éléments préfabriqués                     |                        | Trüllikon (de)                                                              | Détruit (comblé) |
| F6597  | Türni                  | Unterschlatt TG                  | 2 x lm fort 56    | Éléments préfabriqués sans infrastructure |                        | N° 628 Buechberg (de)                                                       | [ 30 ] |

## Munitions
| Type | Numéro   | Désignation en français                    | Désignation en allemand           | Poids   | Portée maximum                         | Remarques |
| --- | -------- | ------------------------------------------ | --------------------------------- | ------- | -------------------------------------- | --- |
| Obus de lancement 33 (Règl. 1965) |          | Lm 8,1cm obus lanc 33 + MVZ 55 ou MZ 55    | 8,1cm Mw WG 33 + MVZ 55 ou MZ 55  | 3,17 kg |                                        | - Corps de projectile gris en acier ou en fonte spéciale avec tête de projectile jaune - Charge explosive : 500 gr Trotyl dont la détonation fait éclater le projectile en de nombreux fragments. - Charges (selon la distance) : 0 à 6 et charge longue portée, le poids total variable modifie la vitesse initiale |
| Obus de lancement 66 (Règl. 1977) | 591-1823 | Lm 8,1cm obus lanc 66 + MVZ 55 ou MZ 55    | 8,1cm Mw WG 66 + MVZ 55 ou MZ 55  |         | 4,1 km (règl.1971), 3,7 km (règl.1981) | - Corps de projectile gris en acier ou en fonte spéciale avec tête de projectile jaune - Charge explosive : 500 gr Trotyl dont la détonation fait éclater le projectile en de nombreux fragments. - Charges (selon la distance) : 0 à 6 et charge longue portée, le poids total variable modifie la vitesse initiale |
| Obus d'exercices explosif 33 (Règl. 1965) |          | Lm 8,1cm obus ex expl 33 + MVZ 55 ou MZ 55 | 8,1cm Mw EUG 33 + MVZ 55 ou MZ 55 | 3,17 kg |                                        | - Corps de projectile noir avec tête de projectile jaune - Charge explosive : poudre noire dont la détonation ne fait qu'éclater la tête du projectile - Charges (selon la distance) : 0 à 6 et charge longue portée                                                                                                 |
| Obus d'exercice explosif 66 (Règl. 1977) | 592-5361 | Lm 8,1cm obus ex expl 66 + MVZ 55 ou MZ 55 | 8,1cm Mw EUG 66 + MVZ 55 ou MZ 55 |         |                                        | - Corps de projectile noir avec tête de projectile jaune - Charge explosive : poudre noire dont la détonation ne fait qu'éclater la tête du projectile - Charges (selon la distance) : 0 à 6 et charge longue portée                                                                                                 |
| Obus éclairant 73 | 591-1831 | Lm 8,1cm obus éclair 73 ZZ                 | 8,1cm Mw Bel G 73 ZZ              |         |                                        | Charge longue portée interdite |
| Obus de manipulation |          |                                            |                                   |         |                                        | |
| - MVZ 46 (592-2046), MVZ 55 = Momentan-Verzögerungs-Zünder = Fusée instantanée et à retardement : avec réglage du retardement, la charge explosive explose après l'impact. - MZ = Momentanzünder = Fusée instantanée : la charge explosive explose immédiatement lors de l'impact - ZZ = Zeitzünder = Fusée à retardement : la charge explosive explose après l'impact. |          |                                            |                                   |         |                                        | |

Les mines de lancement et les obus de lancement nébulogènes ne peuvent pas être chargées avec le lm fort de 8,1 cm en raison de leur longueur.
| |
| De gauche à droite : obus éclairant 73, obus de manipulation, obus explosif d'exercice 66 avec MVZ 55 pour lm 33, obus explosif d'exercice 66 pour lm 72, obus de lancement 66 |

| |
| Trajectoire des obus de lancement 66 et des obus d'exercie explosifs 66 avec charge grande distance |

## Musée
Le lance-mines 8,1 cm 56 Nr. 13 est exposée à la Fondation du matériel historique de l'armée suisse (Stiftung Historisches Material der Schweizer Armee) à Thoune, la pièce Nr. 42 au fort d'artillerie de Reuenthal (de) (A4263) à Full-Reuenthal, la pièce Nr. 58 au musée du fort d'artillerie de Waldbrand (de) (A1880) à Beatenberg, la pièce n° 60 (celle de Foppa 2?) au musée du Forte Airolo (de) (A8310) à Airolo et la pièce Nr. 72 au musée du Forte Mondiasca (de) (A8158) à Biasca.